# Hôtel La Pérouse
L'hôtel La Pérouse est un hôtel contemporain situé au no 3 de l'allée Duquesne (cours des 50-Otages), en secteur sauvegardé de Nantes, en France.

## Histoire
L’hôtel La Pérouse a été construit en 1992-1993.

## Présentation
Cet hôtel 4 étoiles a été construit en 1992-1993. Sa façade ouest avec l'entrée principale de l'hôtel donne sur l'allée Duquesne, celle se trouvant au nord est bordée  par la place des Petits-Murs et à l'est par la rue Armand-Brossard, alors que le mur pignon sud s'adosse à un immeuble du XIXe siècle. Sa conception originale (par exemple, sa façade inclinée ou ses fenêtres rectangulaires) et la création du mobilier ont été réalisés par les architectes Clotilde et Bernard Barto de l'agence BARTO + BARTO et Pierrick Mazeron.
Des visites y sont organisées depuis plusieurs années lors des Journées du patrimoine.
Distingué en 2011, par le label « Patrimoine du XXe siècle », ce qui figure encore en 2017 sur son site Web et est repris par certains médias, il ne semble pourtant plus en bénéficier depuis une date indéterminée, puisqu'il n'apparaît plus sur la liste actuelle des édifices ainsi labellisés sur la base Mérimée (voir également l'article Liste des édifices labellisés « Patrimoine du XXe siècle » de la Loire-Atlantique).

## Architecture
Cet hôtel, qui culmine à 27 m de hauteur, présente 47 chambres pour 1 300 m2 de surface utile. Il compte sept étages et des combles (les immeubles du XIXe siècle voisins de même hauteur comptent quatre niveaux et des combles). La corniche qui, sur les bâtiments anciens alentour, permet de supporter le système d'écoulement des eaux, est invisible sur l'hôtel La Pérouse, puisque intégrée dans l'épaisseur de la façade.
Le bâtiment est d'aspect massif, il est couvert de tuffeau clair. Ses façades sont percées de fenêtres horizontales, disposées irrégulièrement. Son architecture tranche avec celle de l'immeuble du XIXe siècle auquel il est adossé. Le choix de le doter d'une façade nord présentant un angle, lui donnant un aspect penché, est destiné à rappeler l'inclinaison des immeubles du XVIIIe siècle due à l'affaissement imprévu du sol au moment de leur construction, particularité visible notamment allée d'Erdre, à l'extrémité nord du cours des 50-Otages.
Le choix a été fait de couvrir le toit de pierre de Chauvigny qui, bien que noircissant avec le temps, offre une continuité avec la couleur de la pierre blanche de Richemont des murs.
La disposition et la configuration des fenêtres rendent imprécise l'estimation par les passants du nombre d'ouvertures.